# Marquis Teague
Marquis Devante Teague (* 28. Februar 1993 in Indianapolis, Indiana) ist ein US-amerikanischer Basketballspieler, der nach seinem Studium ab 2012 als professioneller Spieler zunächst in der am höchsten dotierten Profiliga NBA spielte. Nach zwei Spielzeiten bekam er für die Saison 2014/15 zunächst nur einen Vertrag bei den Oklahoma City Blue in der Minor League NBA Development League (D-League). Teague ist der jüngere Bruder von Jeff Teague, der als Basketballspieler in der NBA für die Milwaukee Bucks aktiv war.

## Karriere
Teague machte seinen Schulabschluss an der Pike High School in seiner Geburtsstadt. Nachdem er bereits mit der US-amerikanischen Jugendauswahlmannschaft die U17-Weltmeisterschaft 2010 in Hamburg gewonnen hatte, wurde er zu den zehn talentiertesten Nachwuchsspielern seines Jahrgangs zum Zeitpunkt seines Schulabschlusses 2011 gezählt. Zum Studium ging Teague an die University of Kentucky, wo er für die Hochschulmannschaft Wildcats zusammen mit unter anderem Anthony Davis in der Southeastern Conference (SEC) der NCAA unter dem renommierten Trainer John Calipari spielte. Die Wildcats erreichten zum zweiten Mal in Folge 2012 das Final Four des landesweite NCAA-Endrundenturniers, wo sie nach 14-jähriger Pause zum achten Mal in ihrer Geschichte den prestigeträchtigen NCAA-Titel im Finale gegen die Jayhawks der University of Kansas errangen.
Nach nur einem Jahr in der NCAA meldete sich Teague zur Entry Draft der am höchsten dotierten Profiliga National Basketball Association an, bei der er in der NBA-Draft 2012 an 29. Position von den Chicago Bulls ausgewählt wurde. Hier zeigte der junge Spieler jedoch Anpassungsschwierigkeiten und kam als Rookie zu 56 Einsätzen mit weniger als zehn Minuten durchschnittlicher Einsatzzeit pro Spiel. Stattdessen spielte er insbesondere in seiner zweiten Saison oft für das Farmteam Iowa Energy in der D-League. Nach weiteren 19 Einsätzen in der NBA für die Bulls kam Teague in einem Spielertausch im Februar 2014 zu den Brooklyn Nets, wo er noch weitere 21 Einsätze in der NBA 2013/14 hatte. Kurz vor Saisonbeginn der NBA 2014/15 wurde er Mitte Oktober 2014 zu den Philadelphia 76ers getauscht, die ihn kurz danach noch vor Saisonstart aus seinem Vertrag entließen. Über den Draft der D-League bekam Teague daraufhin im November 2014 einen Platz bei den Oklahoma City Blue, so dass er vorerst seine Karriere in der Minor League fortsetzen muss.